# Rawhiti
Rāwhiti ou Te Rāwhiti est une petite localité de front de mer située dans le nord de l’île du Nord de la Nouvelle-Zélande.

## Situation
C’est une petite ville de bord de mer localisée à environ 27 km de la ville de Russell dans la baie des Îles dans l’est de l’île du Nord.
La plupart des terres sont la propriété des Māori.

## Démographie
Rāwhiti est une zone statistique de type SA1 qui inclut : la péninsule de Cap Brett (en) et les îles le plus à l’est de la Baie des Îles.
Elle couvre 23,46 km2. La zone SA1 est une partie de la zone statistique plus large de « Russell Forest-Rawhiti ».
La zone statistique SA1 avait une population de 138 résidents lors du recensement de 2018 en Nouvelle-Zélande, en augmentation de 3 personnes (2,2 %) depuis le recensement de 2013, et en diminution de 12 personnes (−8,0 %) depuis le recensement de 2006.
Il y avait 45 logements, comprenant 57 hommes et 81 femmes, donnant ainsi un sexe-ratio de 0,7 homme pour une femme.
L’âge médian était de 43,0 ans (comparé avec les 37,4 ans au niveau national), avec 30 personnes (21,7 %) âgées de moins de 15 ans, 27 personnes (19,6 %) âgées de 15 à 29 ans, 57 personnes(41,3 %) âgées de 30 à 64 ans, et 24 personnes (17,4 %) âgées de 65 ans ou plus.
L’ethnicité était pour 37,0 % européens/Pākehā, 82,6 % Māori, 13,0 % personnes du Pacifique, 2,2 % d'asiatiques, et 2,2 % d’une autre ethnicité, les personnes pouvant s’identifier de plus d’une ethnicité en fonction de leur parenté.
Bien que certaines personnes refusent de répondre à la question du recensement sur leur affiliation religieuses, 37,0 % n’avaient aucune religion, 28,3 % étaient chrétiens, 21,7 % avaient une croyance religieuse proprement Māori (en), et 4,3 % avaient une autre religion.
Parmi ceux d’au moins 15 ans d’âge, 3 personnes(2,8 %) avaient un niveau de licence ou un degré supérieur et 21 personnes (19,4 %) n’avaient aucune qualification formelle.
Le revenu médian était de 20,200 $, comparé avec les 31,800 $ au niveau national.
Le statut d’emploi était pour ceux de plus de 15 ans : pour 33 personnes (30,6 %) employées à plein temps, pour 12 personnes (11,1 %) employées à temps partiel et 15 personnes (13,9 %) étaient sans emploi .

## Histoire
Rāwhiti était le domicile de l’iwi des Ngāre Raumati avant l’année 1826, quand certains éléments de l’iwi des Ngāpuhi entreprirent un raid vers les régions de l’est de la baie des Îles, les battant et prenant leurs terres par la conquête. Ceci était en relation avec un raid armé sur le pā de « Okuratope » au niveau de Waimate North par les Ngāre Raumati en 1800, où la femme du chef Te Maoi, nommée Te Auparo, et leur fille, Te Karehu, furent tuées et mangées. Rāwhiti est maintenant le domicile des descendants d’un certain nombre des anciens chefs de guerre Ngāpuhi comprenant les frères Rewa et Moka Kainga-mataa (en). Leur frère plus âgé Te Wharerahi (en) choisit de résider à proximité au niveau de « Paroa Bay ». Les trois frères tuèrent Patukeha dans un jardin de navet de l’hapū en mémoire de leur mère assassinée, Te Auparo.

## Installations
Il y a aussi deux maraes dénommés Kaingahoa et Te Rāwhiti :
- Kaingahoa Rāwhiti Marae avec sa maison de rencontre Tūmanako étaient affiliés avec l’hapū des Patukeha ;
- Te Rāwhiti, ou Omakiwi Marae, et la maison de rencontre Te Rāwhiti étaient affiliés avec les Ngāti Kuta et aussi des Patukeha[6],[7].

En octobre 2020, le Gouvernement attribua 205,804 $ à partir du  fonds de croissance provincial (en) pour mettre à niveau le marae de Te Rāwhiti, créant 9 emplois .

## La zone statistique de Russell Forest-Rawhiti
La zone statistique de « Russell Forest-Rawhiti »  qui inclut la localité de Waikare et Karetu, couvre 191,38 km2 et a une population estimée à 790 résidents en juin 2022 avec une densité de population de 4,1 personnes par km2.
Russell Forest-Rawhiti avait une population de 690 résidents lors du recensement de 2018 en Nouvelle-Zélande, en augmentation de 30 personnes (4,5 %) depuis le recensement de 2013, et en augmentation de 42 personnes (6,5 %) depuis le recensement de 2006.
Il y avait 255 logements, contenant 324 hommes et 363 femmes, donnant un sexe-ratio de 0,89  homme pour une femme.
L’âge médian était de 48,3 ans (comparé avec les 37,4 ans au niveau national), avec 123 personnes (17,8 %) âgées de moins de 15 ans, 123 personnes (17,8 %) âgées de 15 à 29 ans , 288 personnes (41,7 %) âgées de 30 à 64 ans, et 153 personnes (22,2 %) âgées de 65 ans ou plus .
L’ethnicité était pour 47,0 % européens/Pākehā, 66,5 % Māori, 5,7 % personnes du Pacifique, 0,9 % asiatiques et 1,3 % d’une autre ethnicité, les personnes pouvant s’identifier avec plus d’une éthnicité en fonction de leur parenté.
Le  pourcentage de personnes nées outre-mer était de 8,7 % comparé avec les 27,1 % au niveau national.
Bien que certaines personnes refusent de répondre à la question du recensement sur leur affiliation religieuse, 40,4 % n’avaient aucune religion, 33,9 % étaient chrétiens, 12,6% avaient des croyances religieuses proprement Māori (en), 0,4 % étaient musulmans, 0,4 % étaient bouddhistes et 1,7 % avaient une autre religion.
Parmi ceux d’au moins 15 ans d’âge, 51 personnes (9,0 %) avaient un niveau de licence ou un degré supérieur, et 135 personnes (23,8 %)  n’avaient aucune qualification formelle.
Le revenu médian étaite de $20,400, comparé  avec les $31,800 au niveau national.
27 personnes (4,8 %) gagnaient plus de 70,000 $ comparé avec les 17,2 % au nivau national.
Le statut d’emploi de ceux d’au moins 15 ans d’âge était pour 198 personnes (34,9 %) employées à plein temps, pour 108 personnes (19,0 %) employées à temps partiel et 30 personnes (5,3 %) étaient sans emploi.